# Vanna Bardot

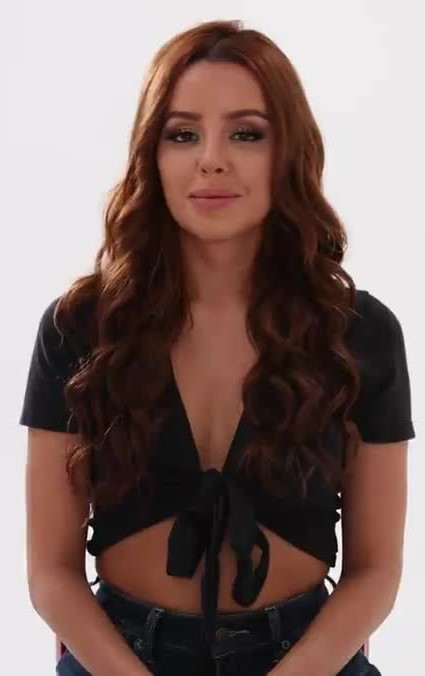
Vanna Bardot (2021)

Vanna Bardot  (* 2. März 1999 in Miami, Florida) ist eine US-amerikanische Pornodarstellerin, die diverse Filmpreise der Pornoindustrie erhalten hat.

## Werdegang und Karriere
Vanna Bardot wurde in Miami, Florida, geboren und ist dort aufgewachsen. Sie gab ihr Debüt im Alter von 19 Jahren.
In ihrer Laufbahn arbeitete Bardot u. a. mit Studios wie Evil Angel, New Sensations Movies und Girlfriend. Für Filme, die mit den Studios Deeper und Slayed entstanden, wurde sie mehrfach ausgezeichnet.

## Auszeichnungen
Bardot wurde mehrfach mit dem Adult Video Award ausgezeichnet:
- 2021: AVN Award – ausgezeichnet in der Kategorie Best Solo/Tease Performance, in Woman (2019)[5]
- 2022: AVN Award – ausgezeichnet in der Kategorie Best Girl-Girl Sex Scene, mit Emily Willis in Explicit Acts (2022)[6]
- 2022: AVN Award – ausgezeichnet in der Kategorie Best Three-Way Sex Scene mit Avery Cristy und Oliver Flynn in Three 2 (2021)[6]
- 2023: AVN Award – ausgezeichnet in der Kategorie Best Foursome/Orgy Scene zusammen mit Violet Myers, Vicki Chase, Vic Marie, Nicole Doshi, Savannah Bond, Anton Harden, Richard Mann, Isiah Maxwell, Jonathan Jordan, Brickzilla, Garland, Jamie Knoxx, Jay Hefner, John Legendary, Tyrone Love, Stretch & Zaddy in High Gear(2022)[7]
- 2024: XBIZ Award – ausgezeichnet in der Kategorie Female Performer of the Year[8]
- 2024: AVN Award – ausgezeichnet in der Kategorie Female Performer of the Year[9]
- 2024: AVN Award – ausgezeichnet in der Kategorie Best Anal Sex Scene in Influence: Vanna Bardot – Part 1 (zusammen mit Maximo Garcia)[9]
- 2024: AVN Award – ausgezeichnet in der Kategorie Best Double-Penetration Sex Scene in Influence: Vanna Bardot – Part 3 (zusammen mit Alex Jones & Dante Colle)[9]

## Filmografie (Auswahl)
- 2018–2020: Women Seeking Women 157, 164, 173
- 2018: Barely Legal 164: Babysitter Facials
- 2019: My Stepdad's Big Cock
- 2019: I Swallowed My Stepbrother
- 2020: A Killer on the Loose
- 2020: Super Cute 11
- 2020: In the Room: With My Sister
- 2020: Kittens & Cougars 15
- 2020: In the Room: Watching My Girlfriend 3
- 2020: The Sexual Desires of Vanna Bardot
- 2021: Young & Beautiful 10
- 2021: It’s a Sister Thing! 5
- 2021: It’s a Daddy Thing! 10
- 2021: Moms Bang Teens 44
- 2021: Three 2
- 2021–2022: Blacked Raw 42, 56
- 2022: Club VXN 11
- 2022: Love, Sex & Music
- 2022: Explicit Acts
- 2022: Grinders
- 2022: Slutty Study Session
- 2022: Freaky Petite 7
- 2023: Hot Bodies 6
- 2023: Showpiece